# Serra Seca (Odèn)
|  | Aquest article tracta sobre el Serra Seca d'Odèn. Vegeu-ne altres significats a «Serra Seca (Montferrer i Castellbò)». |

Serra Seca és una serra situada al SW de Cambrils d'Odèn orientada de nord a sud i que separa els pobles de Cambrils d'Odèn (a l'est) dels d'El Sàlzer i La Móra Comdal.
L'extrem nord de la serra és el que assoleix major altitud i està situat a poc més de 700 m. (vo) a l'oest de Cambrils. La carretera que va de Cambrils cap a Montpol hi passa per la seva falda tot just haver deixat enrere el castell de Cambrils i pràcticament no se'n separarà al llarg del seu quilòmetre i mig de llargada. Pel sud la serra acaba a la rasa del Sàlzer.

## Els cims principals
De nord a sud, els seus principals cims són:
- El Cap de Roc del Grau (1.305 m.): 42° 7′ 36.04″ N, 1° 22′ 52.27″ E / 42.1266778°N,1.3811861°E
- El Turó dels Mals Aires (1.231 m.): 42° 7′ 26.39″ N, 1° 22′ 43.92″ E / 42.1239972°N,1.3788667°E
- El Roc de les Onze (1.192 m.): 42° 7′ 23.03″ N, 1° 22′ 43.81″ E / 42.1230639°N,1.3788361°E
- El Serra-seca (1.234 m.): 42° 7′ 2.352″ N, 1° 22′ 45.56″ E / 42.11732000°N,1.3793222°E

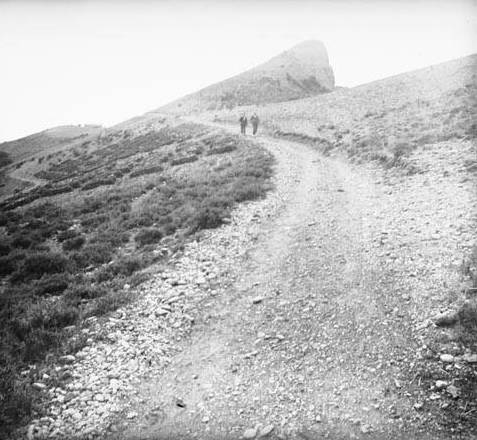
La Serra Seca en una imatge del 1913

Segons sembla, el Roc de les Onze és anomenat així perquè és una penya orientada al sud i a la seva paret oriental no li començava a tocar el Sol fins a les onze en punt del matí (hora vella, és clar).

## Materials geològics
Els materials que la formen són, fonamentalment, conglomerats amb nivells de gresos i lutites de la part alta de l'oligocè més abundants a la meitat nord mentre que a la meitat sud hi predominen conglomerats polimíctics de l'oligocè inferior.